# Vladimir Besčastnych
Vladimir Evgen'evič Besčastnych (in russo Владимир Евгеньевич Бесчастных?; Mosca, 1º aprile 1974) è un allenatore di calcio ed ex calciatore russo, di ruolo attaccante, terzo miglior realizzatore di sempre della nazionale russa.

## Carriera
Iniziò la carriera nel 1991 con il Zvezda Moskva, vestendo poi le maglie di Spartak Mosca, Werder Brema, Racing Santander, Fenerbahçe e Kuban' Krasnodar. Nella stagione 2004-2005 giocò con l'Orel nella seconda divisione russa. Il 15 dicembre 2005 firmò con un'altra squadra della seconda serie russa, il Chimki, un agiato club di un sobborgo di Mosca e pretendente alla promozione in prima divisione.
Con la Russia ha debuttato nel 1992 e ha segnato 26 gol in 71 presenze. Con la selezione russa ha giocato il campionato del mondo 1994, il campionato d'Europa 1996 e il campionato del mondo 2002, nel quale ha segnato un gol al Belgio. Dopo aver militato per un anno nella formazione kazaka dell'Astana, nel 2008 ha dato il suo addio al calcio giocato.

## Palmarès

### Giocatore

#### Club

##### Competizioni nazionali
- Campionato russo: 4

Spartak Mosca: 1992, 1993, 1994, 2001
- Coppa dell'Unione Sovietica: 1

Spartak Mosca: 1991-1992
- Coppa di Russia: 1

Spartak Mosca: 1993-1994
- Supercoppa di Germania: 1

Werder Brema: 1994

##### Competizioni internazionali
- Coppa dei Campioni della CSI: 3

Spartak Mosca: 1993, 1994, 2001

#### Individuale
- Capocannoniere della Coppa dei Campioni della CSI: 2

1994 (10 reti),  2002 (7 reti)